# .22 Hornet

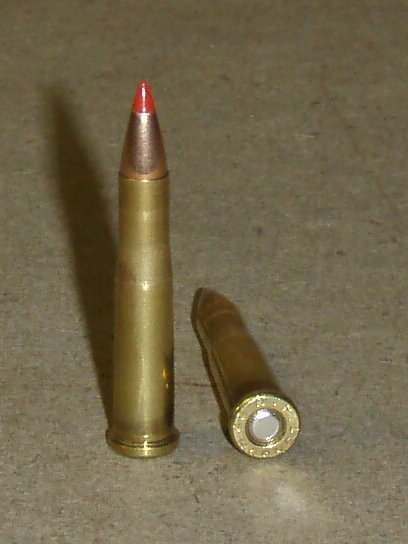
.22 Hornet med 2,6 grams Hornady VMax-kula.

.22 Hornet (5,6 × 36 mm R) är en patronkaliber med centralantändning.  Den är betydligt mer kraftfull än kalibrar såsom .22 WMR och .17 HMR, i och med att den uppnår högre hastigheter med en kula som väger det dubbla.  .22 Hornet skiljer sig vidare på en avgörande punkt från de övriga små 22-kalibrarna i och med att den inte nyttjar kantantändning. Detta gör att patronen kan handladdas, vilket gör den mer flexibel. 22 Hornet var den minsta kommersiellt tillgängliga centralantända patronen i kaliber .22 till dess att Fabrique Nationale introducerade 5,7 × 28 mm.
.22 Hornet fyller en lucka mellan patroner som .22 WMR och .222 Remington.  Med avseende på utgångshastighet, anslagsenergi och ljudnivå, är patronen väl lämpad för skadedjurs- och skyddsjakt även i relativt tätbefolkade områden. Detta har gjort att kommunjägare ofta får dispens att använda patronen för skyddsjakt på rådjur även om kalibern normalt sett inte är tillåten för detta ändamål. 
Den relativt låga ljudnivån är också bidragande till användningen i bebyggda områden. 
Kuldiametern är .224 tum. Max tryck är i USA satt till 43000 CUP (Copper units of pressure).

## Historia
.22 Hornet utvecklades under 1920-talet i USA som en så kallad wildcat. Winchester tog in patronen i sitt sortiment och gjorde den kommersiellt tillgänglig 1930, dock utan att det i början tillverkades vapen i denna kaliber.  1932 påbörjades serietillverkning av vapen i kalibern. 
Äldre vapen har generellt en räffelstigning om 1:16". Nyare vapen har en snabbare räffelstigning (1:14").
Gevär i kalibern tillverkas i dagsläget (2010) av bland annat Ruger, CZ och andra större vapentillverkare. De flesta nyproducerade gevären är repetergevär, även om kombinationsvapen förekommer.

## Prestanda
Fabrikstillverkad ammunition finns hos de flesta vapenhandlare och från de flesta större ammunitionstillverkare. De vanligaste  kulvikter är mellan 2,9 och 3 gram. Det finns hel- och halvmantlad ammunition, samt hålspets. Utgångshastigheterna ligger vanligen på 750–800 m/s.

## Användning
.22 Hornet uppfyller i Sverige kraven för klass 3 och används därför framförallt för jakt efter fågel (såsom tjäder, orre och ripa) och för mindre däggdjur såsom rödräv och grävling. Kalibern är mycket populär bland jägare som jagar med skällande fågelhund. 